# Sanpet
Sanpet (Sanpeech, San Pitch), jedna od nekoliko bandi Ute Indijanaca iz Utaha, čiji potomci danas pod kolektivnim nazivom Uintah Ute žive na rezervatu Uintah & Ouray u Utahu.
Njihovo područje bila je dolina San Pitch (Sanpete) valley. Na rezervat su smješteni 1867. zajedno sa Sahyehpeech, Toompanawach i Cumumba Indijancima.